# Famille Finck von Finckenstein
Pour les articles homonymes, voir Finck.
La famille Finck von Finckenstein est une famille de la noblesse immémoriale de Prusse, qui reçut le titre de comte en 1710 de la part de l'empereur du Saint-Empire romain Léopold Ier et qui joua un rôle éminent dans l'histoire du royaume de Prusse.

## Histoire
(août 2024).
Le premier représentant de la famille dont il reste une mention écrite de 1388, issue des archives de Königsberg, est Nycolaus de Roghusen, originaire de Roggenhausen en Prusse-Orientale. Nycolaus de Roghusen est aussi mentionné en 1375 comme dominus Nycolaus Roghusen et en 1393 à Marienwerder en Prusse-Occidentale. Le fief de Roggenhausen provient de la famille des Rockhausen en Thuringe, à laquelle les Finck sont apparentés. L'un des descendants de la famille, Michael Finke de Roghusen, fonde la branche actuelle en 1451. Il est mentionné sous le nom de Michael Finck de Roggenhausen en 1474. Ses descendants deviennent ensuite Finck von Finckenstein. Ils sont comtes d'Empire en 1710 et comtes en Prusse. Il est fait alors mention de leur lien avec le château de Finckenstein (de) en Carinthie (aujourd'hui en ruines), fondé par Gotwold de Finckelstein en 1143, dont une branche cadette combattit dans les rangs de l'Ordre Teutonique en Prusse-Orientale et s'y installa.
Les Finck sont seigneurs des villages de la province de Prusse-Occidentale de Gilgenburg, Schönberg (de), Deutsch Eylau, Raudnitz (de), Herzogswalde, et Stradem (en). Ils acquièrent ensuite Jäskendorf (de), Rossitten (de), Simnau et font construire le château de Finckenstein en province de Prusse-Occidentale, aujourd'hui en ruines, où Napoléon demeura entre avril et juin 1807, pendant sa romance avec la comtesse Walewska.
Ils sont aussi seigneurs dans la Marche de Brandebourg de domaines comme Kossar, Drehnow, Madlitz, Reitwein, Trebichow, Trossin et Ziebingen. Plus tard ils ont des propriétés aussi en Basse-Silésie, comme à Triebusch.

## Armes

Armes des Finck von Finckenstein

## Personnalités

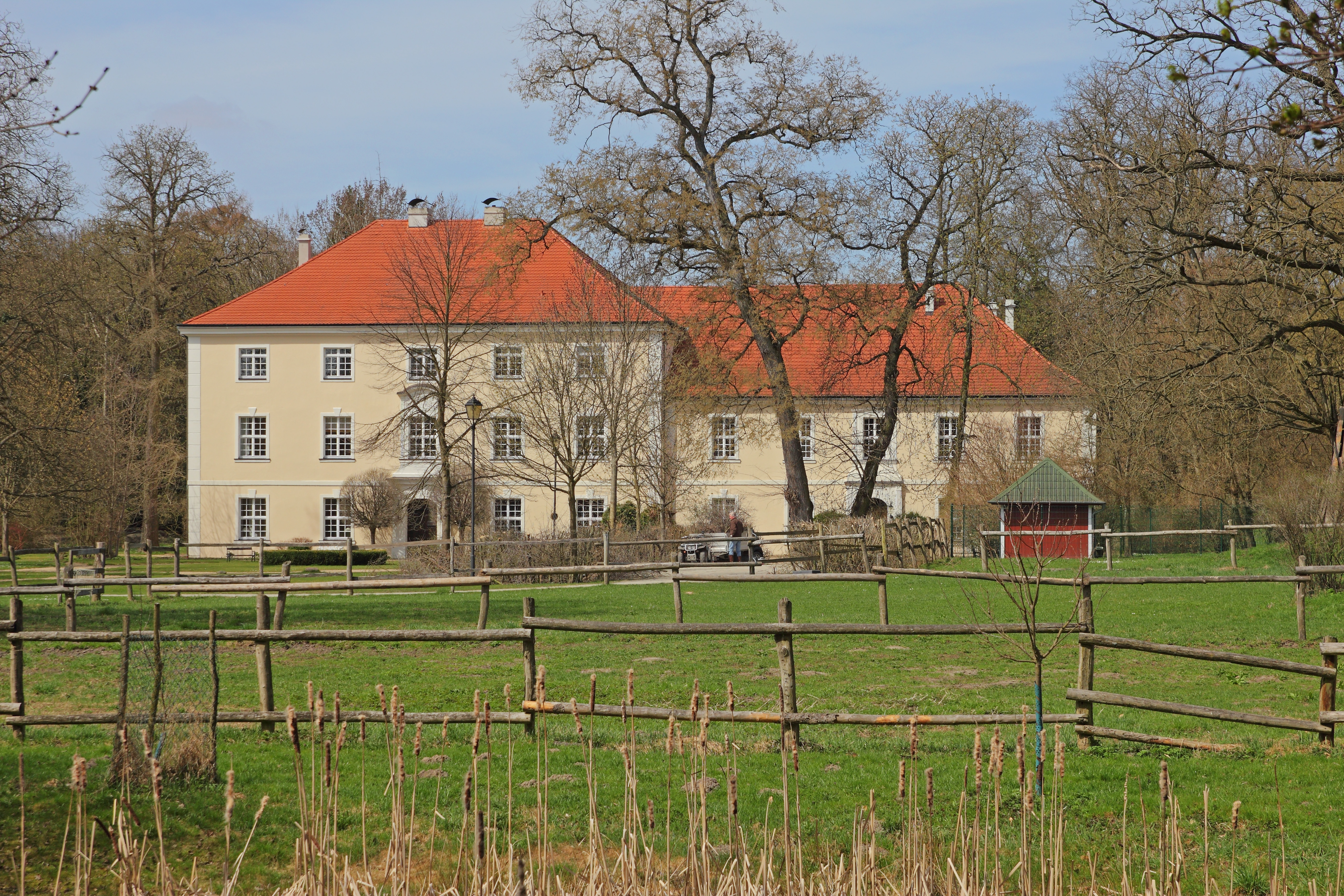
Vue du château d'Alt Madlitz

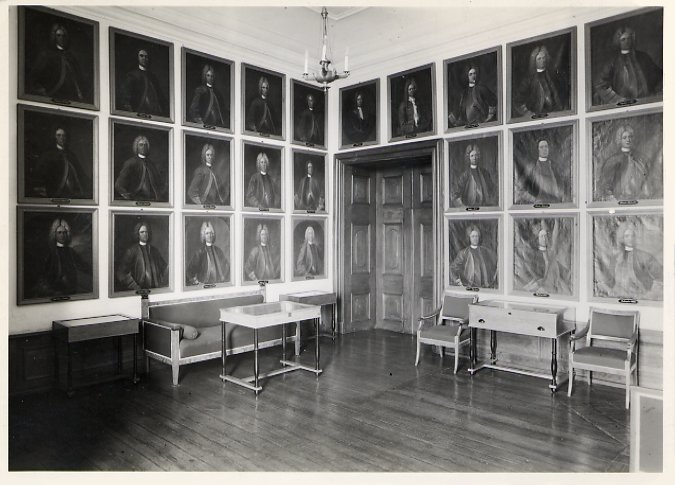
Portraits des officiers du régiment Finck von Finckenstein au château de Finckenstein, disparus dans l'incendie du château en 1945

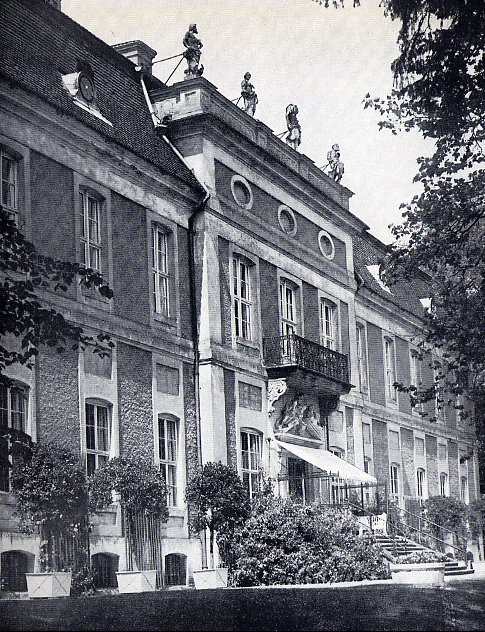
Entrée du château de Finckenstein avant la seconde guerre mondiale

- Ernst Finck von Finckenstein (1633-1717), chambellan à la cour de Prusse, conseiller de légation, général, seigneur de la ville et du château de Gilgenburg, bailli héréditaire de Deutsch Eylau et de Schönberg, surnommé le Riche Berger
  - Ernst Friedrich Finck von Finckenstein (de) (1698-1753), ministre d'État et ministre de la guerre, chef de l'académie de Königsberg
  - Catherine-Dorothée Finck von Finckenstein (en) (1700-1728), aïeule des familles souveraines européennes en tant qu'arrière-arrière-grand-mère de Christian IX de Danemark
- Albrecht Konrad Finck von Finckenstein (1660-1735), maréchal de camp et général de l'armée prussienne, gouverneur du prince Frédéric de Prusse et seigneur de Finckenstein en Prusse-Occidentale
  - Friedrich Ludwig Finck von Finckenstein (1709-1785), général de l'armée prussienne
    - Ludwig Finck von Finckenstein (de) (1743-1803), ministre de la Justice, chancelier et chef du gouvernement de Prusse-Orientale

  - Karl Wilhelm Finck von Finckenstein (1714-1800), ministre d'État, ministre des Affaires étrangères, ministre de la Guerre et membre du cabinet du royaume de Prusse
    - Friedrich Ludwig Karl Finck von Finckenstein (1745-1818), président du gouvernement de la Nouvelle-Marche de Brandebourg
- Wilhelm Finck von Finckenstein (de) (1792-1877), général
- Karl Bonaventura Finck von Finckenstein (1794-1865), maréchal de l'armée prussienne et membre de la chambre des seigneurs de Prusse
  - Konrad Karl Finck von Finckenstein (de) (1820-1865), membre de la chambre des seigneurs de Prusse
    - Ottfried Finck von Finckenstein (de) (1901-1987), écrivain et traducteur
    - Karl Bonaventura Finck von Finckenstein (1872-1950), administrateur de l'arrondissement de Stolp, propriétaire en fideicommis de Jägensdorf
- Karl Finck von Finckenstein (1835-1915), général d'infanterie de l'armée impériale d'Allemagne
- Wilhelm Heinrich Finck von Finckenstein (1850-1899), chambellan de Guillaume II, membre de la chambre des seigneurs de Prusse
- Albrecht Alexander Otto Finck von Finckenstein (1859-1936), général
- Konrad Wilhelm Gustav Finck von Finckenstein (1862-1939), général
- Bernhard Finck von Finckenstein (1863-1945), général
- comtesse Eva Finck von Finckenstein, née Schubring (1903-1994), personnalité politique de la CDU
- Björn von Finckenstein (de) (1958-), personnalité politique de Namibie
- Günther Finck von Finckenstein (de) (1852-1923), membre de la chambre des seigneurs de Prusse
- Rudolf Finck von Finckenstein (1813-1886), propriétaire en fideicommis de Reitwein
- Heinrich Finck von Finckenstein (de) (1894-1984), membre du Reichstag de 1938 à 1945
- Karl Wilhelm Finck von Finckenstein (1923-), propriétaire et exploitant agricole à Madlitz
- Karl Finck von Finckenstein (1933-) professeur émérite de la faculté de mathématiques de l'université de Darmstadt